# Sliyeglor
Sliyeglor is een bestuurslaag in het regentschap Indramayu van de provincie West-Java, Indonesië. Sliyeglor telt 3062 inwoners (volkstelling 2010).